# ヤブルンカ (小惑星)
ヤブルンカ (1942 Jablunka) は、小惑星帯に位置する小惑星である。ルボシュ・コホーテクがベルゲドルフのハンブルク天文台で発見した。
チェコスロバキア（現チェコ）、モラヴィアのヤブルンカ村に因んで名付けられた。ここは発見者が夏のキャンプ中に初めての天体観測を行った思い出の場所で、同地で発見者が得た友人たちのために命名したとされている。